# Titanosauria
I titanosauri (ossia membri del gruppo Titanosauria) erano un gruppo eterogeneo di dinosauri sauropodi, che comprendeva dinosauri come Saltasaurus e Isisaurus. Questo gruppo comprende gli ultimi sauropodi evolutisi prima della grande estinzione di massa di fine Cretaceo. Il gruppo comprende anche alcuni dei più grandi animali che abbiano mai camminato sul suolo terrestre; animali come Argentinosaurus, Dreadnoughtus e Patagotitan, potevano infatti raggiungere facilmente il peso di 90 tonnellate. Il nome del gruppo si riferisce alla scoperta del genere Titanosaurus, oggi considerato un nomen dubium, il cui nome si riferisce ai Titani, esseri mitologici dell'antica Grecia. Insieme ai Brachiosauridi e ai parenti più stretti, i Titanosauri fanno parte del clade dei Titanosauriformi.

## Descrizione

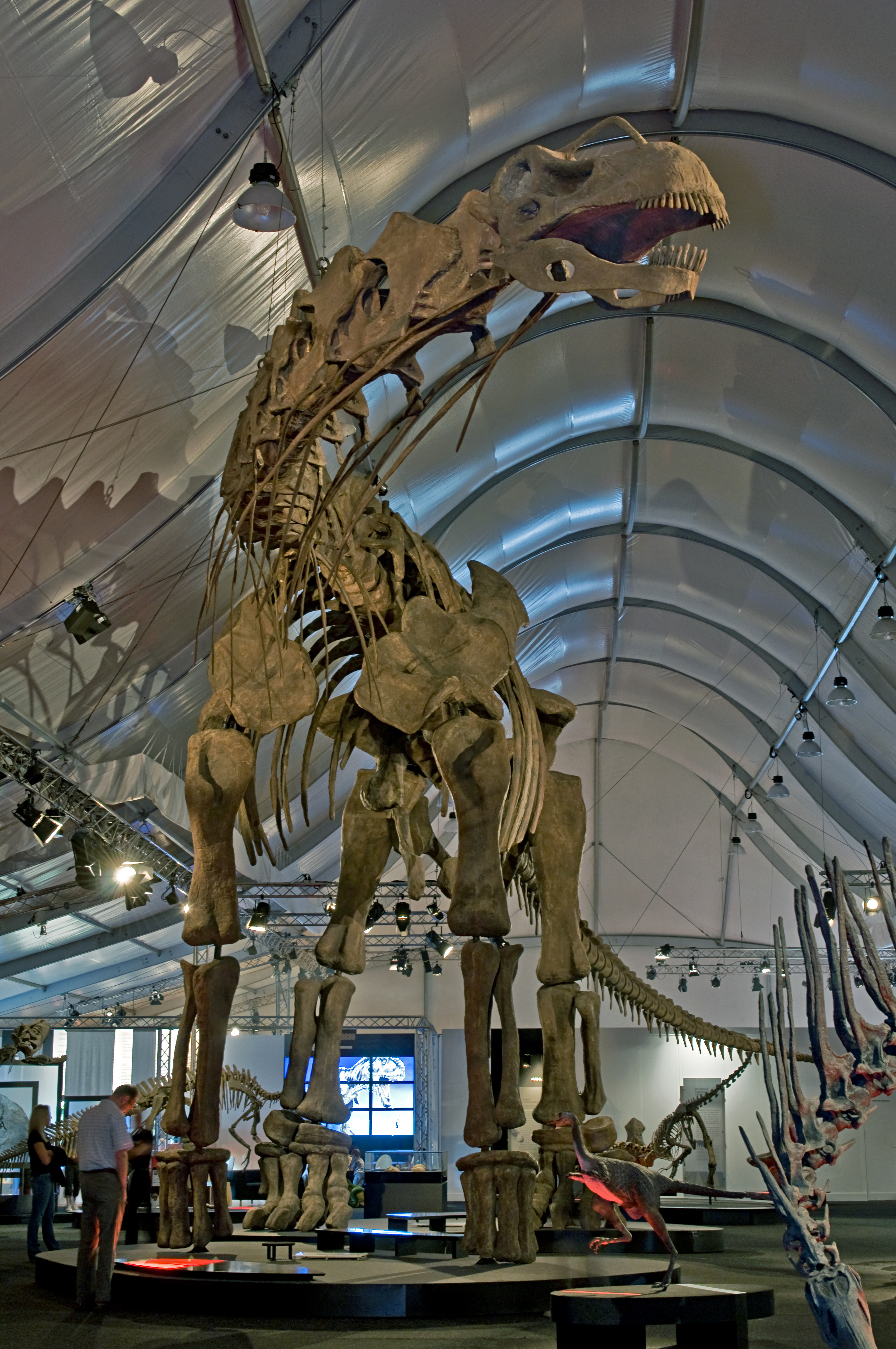
Scheletro montato di Argentinosaurus, uno dei più grandi titanosauridi mai vissuti, al Naturmuseum Senckenberg

I Titanosauri avevano teste relativamente piccole, anche comparate con gli altri sauropodi. Il cranio era ampio, simile a quello di altri grandi sauropodi come Camarasaurus e Brachiosaurus, ma molto più allungato, come nei diplodocidi. Le loro narici erano grandi e sviluppate ('macronaria'), e tutti possedevano delle creste formate da queste grandi ossa nasali. I denti, deboli e "a cucchiaio", ricordano anch'essi quelli dei diplodocidi, tanto che per molto tempo i titanosauridi furono ritenuti essere diretti discendenti dei diplodocidi.
I colli di questi animali erano di media lunghezza, per gli standard dei sauropodi, e le loro code erano frusta, ma molto più spesse se paragonate a quelle dei diplodocidae. I pelvi (zona dell'anca) era più sottile rispetto ad alcuni sauropodi, e il torace era molto ampio, dando loro un inconfondibile tipo di locomozione. Difatti le loro piste di impronte fossili sono nettamente più ampie di quelle di altri sauropodi. I loro arti anteriori erano più tozzi, e spesso più a lunghi rispetto agli arti posteriori. Le vertebre non avevano la caratteristica evoluta di essere cave come quelle di altri sauropodi, e la colonna vertebrale era piuttosto flessibile. A differenza di altri sauropodi, che poggiavano tutto il piede per terra, alcuni titanosauri poggiavano solo la parte anteriore del piede al terreno, (questo solo negli arti anteriori).
Il coefficiente di encefalizzazione dei titanosauri era come in tutti gli altri sauropodi basso, ma è possibile che grossi gangli fossero distribuiti in posizioni "strategiche" del sistema nervoso, per trasmettere più rapidamente i comandi che giungevano al cervello. Tutti i Titanosauri avevano le vertebre di forma biconvessa. Le due condizioni basali nei vertebrati è o amphiplaty o amphicoely. Nel genere Venenosaurus le vertebre sembrano rappresentare una forma intermedia tra le due.

### Pelle corazzata

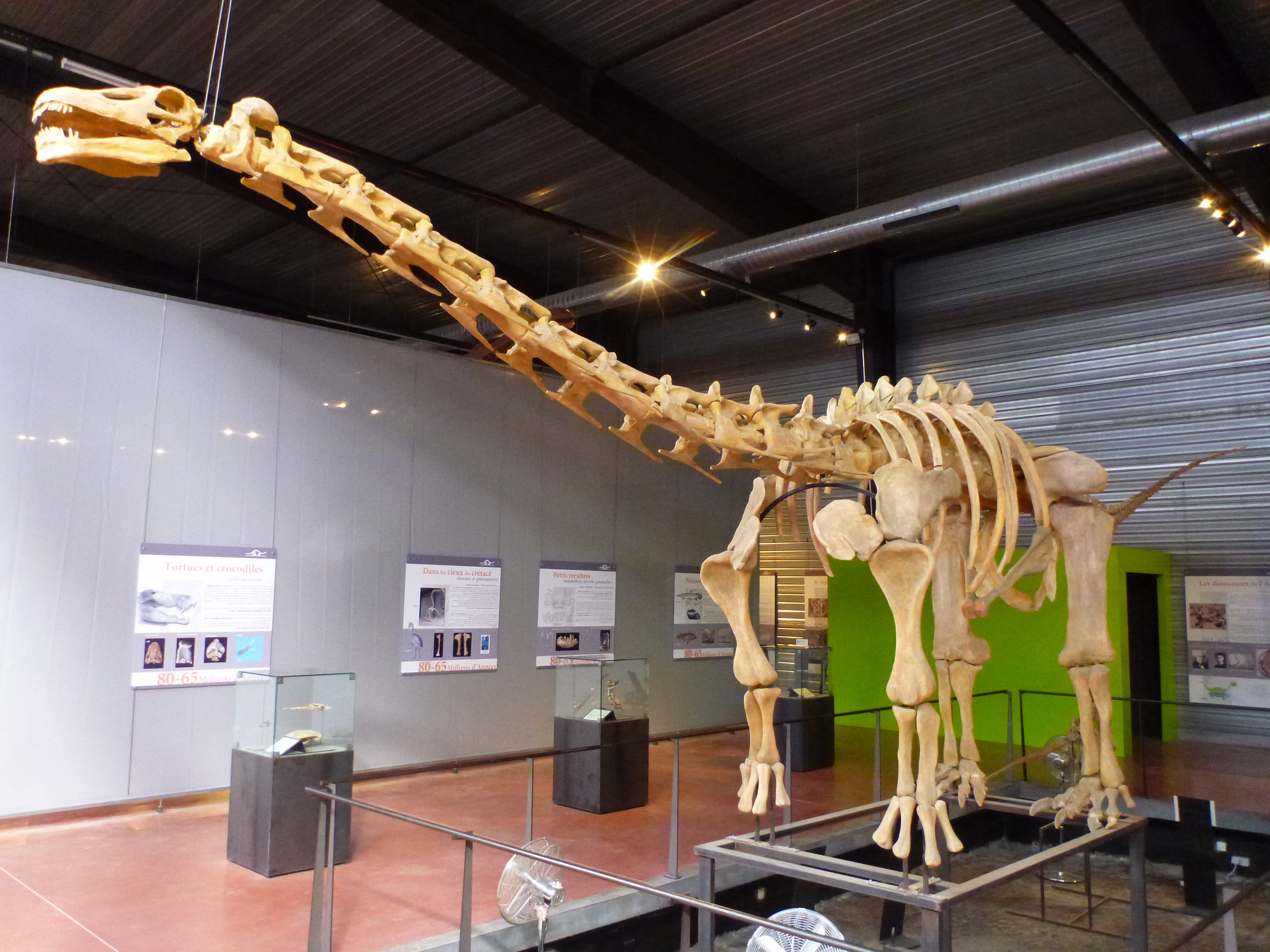
Scheletro di Ampelosaurus

Da alcuni ritrovamenti di impronte di pelle fossili di alcuni titanosauri, si è scoperto che molte specie di questi animali avevano la pelle ricoperta da una sorta di mosaico di piccole piastre, disposte intorno a piastre più grandi. Una specie in particolare, il Saltasaurus, presentava sul suo dorso una serie di placche ossee disposte in file, molto simili a quelle presenti negli Anchilosauridi. Un ulteriore studio del 2011, ha dimostrato la presenza di osteodermi nel titanosauride Rapetosaurus (su cui sono stati eseguiti vari studi). Gli scienziati pensano che queste strutture venissero usate per immagazzinare minerali durante i duri cambiamenti climatici, come la siccità.

### Fenomeni di nanismo
Alcuni di questi sauropodi erano davvero enormi, ma la maggior parte di essi erano di taglia media se comparati con i loro parenti. In Europa, nel Cretaceo superiore, vi erano anche alcune forme nane (Magyarosaurus) che con tutta probabilità erano il risultato di speciazione allopatrica: alcuni titanosauri migrarono verso dei lembi di terra che successivamente divennero isole; come adattamento alla ridotta quantità di cibo disponibile, questi titanosauri ridussero la loro taglia.
Nel 2016, un team di paleontologi italiani guidati da Cristiano Dal Sasso ha pubblicato la scoperta di fossili di sauropode titanosauride, provenienti da una parete rocciosa nella località Rocca di Cave, in provincia di Roma. L'animale in questione non doveva superare gli 8 metri di lunghezza, probabilmente un adattamento ad una vita su un'isola pari per dimensioni alla moderna Sardegna.

### Dimensioni

Dimensioni di Patagotitan mayorum a confronto con un uomo.

Questi animali sono probabilmente le creature più grandi che abbiano mai calcato il suolo terrestre. Tra questi giganti possiamo annoverare: il Puertasaurus con i suoi 35 (115 ft) metri di lunghezza e le sue 80-100 tonnellate di peso, l'enorme Argentinosaurus con i suoi 30-35 (98-115 ft) metri di lunghezza e le 83,2 tonnellate di peso e il colossale Dreadnoughtus con i suoi 26 (85 ft) metri di lunghezza 22,1-38,2 tonnellate. Tuttavia, nonostante le incredibili dimensioni di questi animali, il record di animale più grande mai vissuto sulla terra è probabilmente il Patagotitan, un titanosauro descritto ufficialmente nel 2017, che misurava ben 40 metri (130 piedi) di lunghezza, 20 metri (66 piedi) di altezza, con un peso massimo stimato di 77 tonnellate, il che lo rende di diritto l'animale terrestre più grande al mondo.

## Paleobiologia

### Origini
I titanosauri furono l'ultimo grande gruppo di sauropodi ad apparire, e si estinsero proprio alla fine del Cretaceo insieme con gli ultimi dinosauri, 65 milioni di anni fa. Gli altri gruppi di sauriopodi, come i brachiosauridi e i diplodocidi, erano già scomparsi all'inizio del Cretaceo, proprio quando i titanosauri si stavano originando. 

### Alimentazione
I titanosauri erano certamente erbivori e si cibavano in prevalenza di materiale tenero. La forma dei loro denti permetteva di strappare le fronde, ma non permetteva la masticazione. I titanosauri, come la maggior parte dei rettili, erano costretti perciò ad ingoiare il cibo intero e attendere una lunga digestione. Forme evolute di dinosauri erbivori, come gli adrosauri e i ceratopsi, ovviarono a questo problema modificando le ossa del cranio e rendendole mobili.
La dieta di questi dinosauri non era selettiva. Recenti scoperte indicano che i titanosauri includevano nella loro dieta un'inaspettata varietà di erbe, incluse antenate del riso e del bambù. Ciò suggerisce l'ipotesi di una co-evoluzione tra i dinosauri erbivori e le erbe.
Si presume che i titanosauri vivessero in branchi e migrassero periodicamente in cerca di ambienti migliori alla riproduzione e al nutrimento. I cuccioli, probabilmente, si spostavano con gli adulti per meglio difendersi da predatori come gli abelisauri o i carcarodontosauridi.

### Terreni di cova

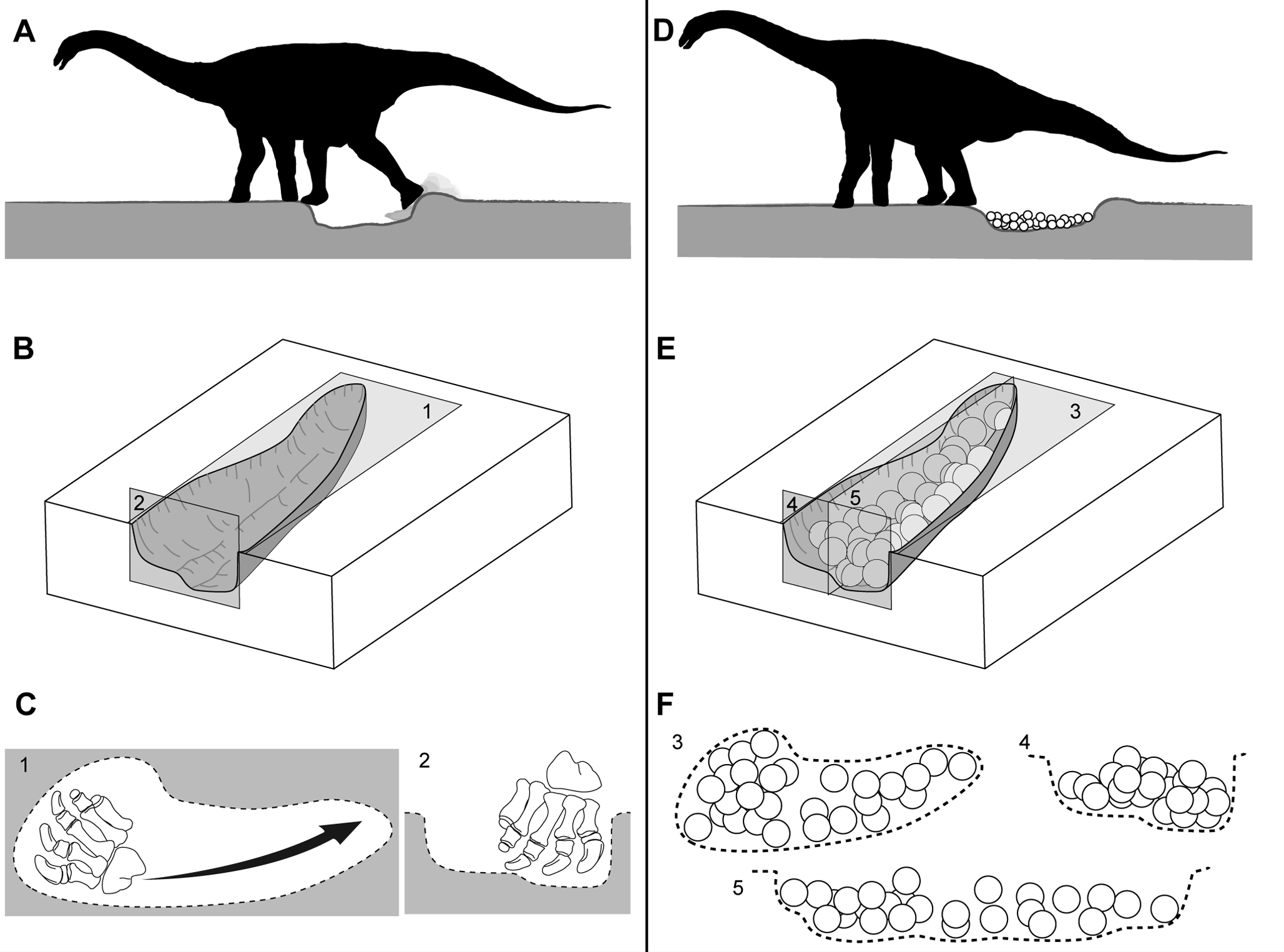
Schema di scavo delle buche e deposizione di uova da parte dei titanosauri.

Nel 1997 il team capitanato da Luis Chiappe scoprì, nei pressi di Auca Mahuevo in Patagonia, un terreno di nidificazione e deposizione di uova di titanosauri. Le piccole uova, del diametro di 11 - 12 centimetri, contenevano embrioni fossilizzati, completi di impronte di pelle, ma senza evidenze di piumaggio o aculei cutanei. I resti indicano che questi titanosauri erano ricoperti da una sorta di armatura formata da piccole scaglie.. 
Alcuni embrioni mostrarono per la prima volta la presenza del dente da uovo, l'escrescenza ossea utilizzata dai piccoli di altre specie, come tartarughe, coccodrilli e uccelli, per rompere dall'interno il guscio dell'uovo al fine di permettere la fuoriuscita al momento della nascita.
Queste uova potrebbero essere appartenute a Saltasaurus. La disposizione dei nidi, distanziati tra loro di due o tre metri, era simile alle colonie di nidificazione degli uccelli e delle tartarughe. L'interpretazione è che le femmine scavavano le buche con le zampe posteriori, deponevano le loro uova e poi le seppellivano sotto uno strato di detriti e vegetazione, in modo che la putrefazione della materia organica fornisse il calore necessario all'incubazione delle uova; la stessa tecnica è tuttora utilizzata dai coccodrilli. Questa è una prova di comportamento sociale da parte di questo dinosauro, utilizzata come difesa contro possibili predatori di uova, come l'Abelisaurus e l'Aucasaurus.

### Cure parentali
Riguardo al comportamento sociale, ed in particolare alla possibilità o meno che i titanosauri si prendessero cura della prole (cure parentali) è uscito nel 2016 un interessante studio su Science che afferma che ciò non avveniva. Lo studio si basa sul ritrovamento di un cucciolo di titanosauro di circa 40-80 settimane il quale era in grado di camminare in cerca di cibo, come mostrano le proporzioni e i segni di usura da adulto nelle ossa delle zampe. Inoltre la forma delle regioni cartilaginee delle ossa lunghe depone a favore di una sua morte per fame. Sembra dunque che i titanosauri non accudissero i loro piccoli.

## Distribuzione geografica
Questi animali sono stati rinvenuti (almeno inizialmente) principalmente nei continenti meridionali: in un primo tempo si pensò che sopravvissero proprio perché gli erbivori "più evoluti" (iguanodonti e adrosauri) si erano sviluppati nelle regioni settentrionali e non riuscirono a migrare a Sud, lasciando campo libero agli ultimi sauropodi. In realtà Iguanodonti e Adrosauri raggiunsero tutti i continenti meridionali, mentre i Titanosauri ebbero una diffusione mondiale che comprende tutti i continenti. Allo stato attuale (e parziale) delle conoscenze erano solo leggermente più diffusi e diversificati nel Gondwana rispetto alla Laurasia, ma questo dipende probabilmente dalla maggiore diffusione di giacimenti formatosi in ambienti asciutti e pianeggianti in Sud America e India (da dove provengono moltissimi fossili di titanosauri) rispetto all'ovest Americano o all'Europa, dove comunque erano presenti.

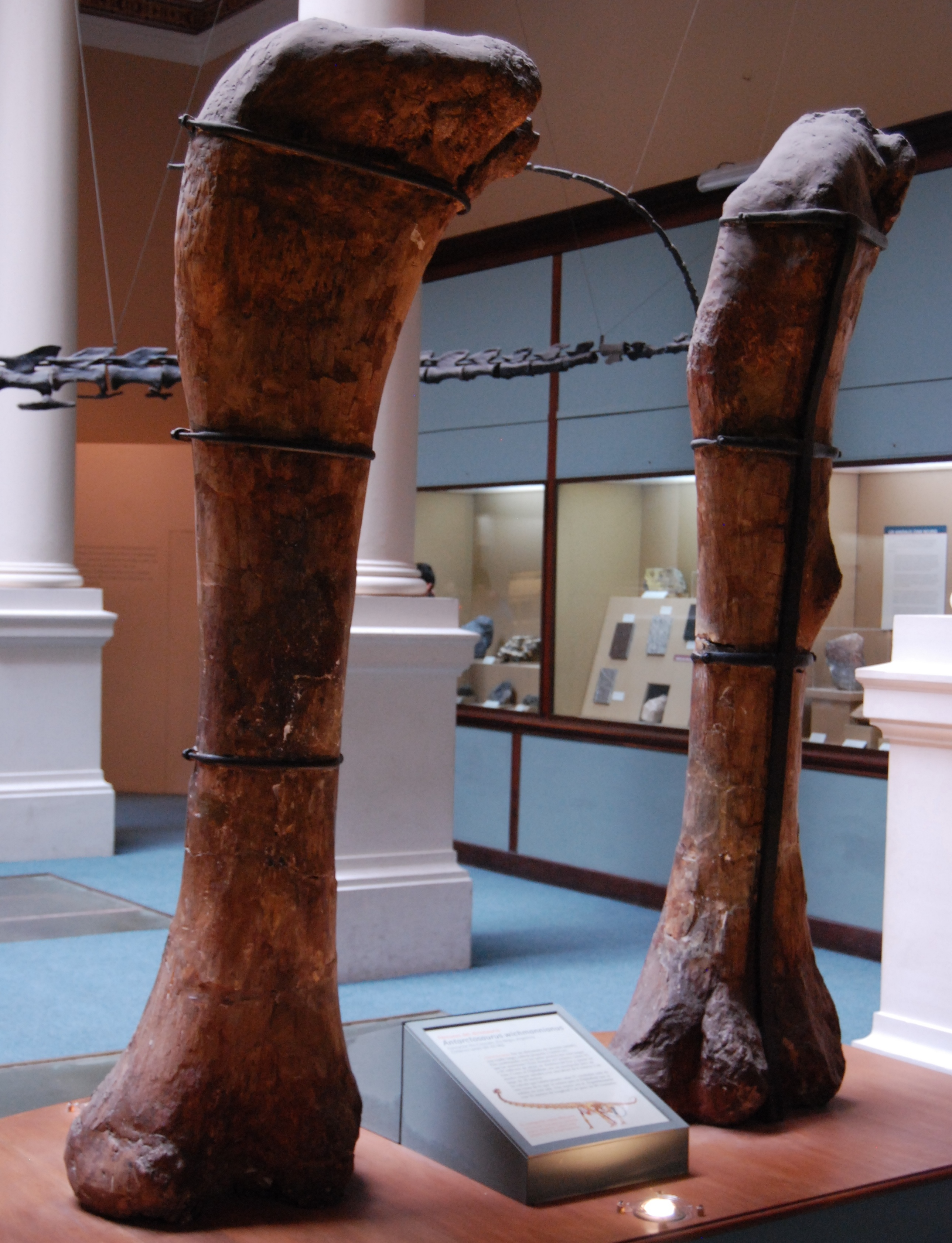
Femori di Antarctosaurus wichmannianus.

I titanosauri comunque sono stati ritrovati anche in Asia, Europa e Nordamerica, ma i loro resti sono scarsi. A dire il vero, in tutto il mondo i resti di questi sauropodi così diffusi sono molto rari. Solo di recente crani e scheletri quasi completi sono stati portati alla luce (Rapetosaurus). Tuttavia, gran parte delle specie note fino a poco tempo fa era di dubbia identità e lo stesso Titanosaurus, che dà il nome al gruppo, è da considerarsi un nomen dubium. I giganti noti in Argentina da oltre un secolo (come Antarctosaurus, Laplatasaurus e Argyrosaurus) sono basati su enormi resti di zampe, che non chiariscono effettivamente la reale classificazione di questi dinosauri e a volte rendono difficile persino determinarne l'identità. In Italia sono stati trovati resti sui Monti Prenestini, a meno di 50 km da Roma e anche in Puglia.

### Fossili fragili
La causa della scarsità di reperti sembra essere collegata alla struttura e la costituzione stessa dei titanosauri. Sembra che il loro cranio fosse articolato al collo da una piccola giuntura, che conferiva una buona flessibilità, ma che favoriva la disarticolazione e la dispersione delle ossa craniche a seguito della morte.

## Tassonomia
La classificazione di questi dinosauri è a tutt'oggi in uno stato di profonda incertezza. Attualmente i titanosauri comprendono in sostanza tutti quei sauropodi cretacei caratteristici dei continenti meridionali del gruppo dei macronaria che sono però chiaramente più evoluti, o specializzati, dei camarasauridi e dei brachiosauridi. Fino a poco tempo fa, il gruppo constava di una sola famiglia, quella dei titanosauridi. In realtà, con tutta probabilità la famiglia dei titanosauridi è un raggruppamento artificiale, dal momento che vi sono molte specializzazioni all'interno di essa. Ad esempio, vi sono incluse alcune forme primitive e gigantesche (Andesauridae) e altre molto evolute (Saltasauridae), come anche alcuni animali dalle caratteristiche peculiari (Isisaurus, Opisthocoelicaudia e i suoi parenti stretti, ad esempio).
- † Abdarainurus?
- † Aegyptosaurus
- † Andesaurus
- † Baalsaurus
- † Baotianmansaurus
- † Barrosasaurus
- † Borealosaurus
- † Bruhathkayosaurus?
- † Campylodoniscus
- † Choconsaurus
- † Chubutisaurus ?
- † Clasmodosaurus?
- † Daxiatitan?
- † Hypselosaurus
- † Iuticosaurus
- † Kaijutitan
- † Karongasaurus
- † Laplatasaurus
- † Ligabuesaurus ?
- † Magyarosaurus
- † Macrurosaurus
- † Malarguesaurus
- † Ninjatitan
- † Normanniasaurus
- † Pakisaurus
- † Qingxiusaurus
- † Ruyangosaurus
- † Titanosaurus
- † Diamantinasauria
  - † Diamantinasaurus
  - † Sarmientosaurus
  - † Savannasaurus
- † Lithostrotia

Dagli anni '90 in poi sono stati descritti moltissimi sauropodi cretacei che indubbiamente fanno parte del gruppo, ma non hanno ancora una classificazione adeguata: sicuramente nuove famiglie saranno necessarie per accogliere queste "nuove" forme, che hanno ampliato di molto la concezione che i paleontologi hanno sempre avuto dei sauropodi: tutt'altro che in crisi nel Cretaceo, questi giganti hanno invece raggiunto il loro apice evolutivo proprio in questo periodo, dando origine a una serie di specializzazioni mai ipotizzate fino a qualche decennio fa. Un esempio è il Panamericansaurus schroederi i cui resti sono stati trovati in Argentina nel 2010.